# 子反
子反（前7世纪？—前575年），羋姓，名側，字子反，即公子側，春秋时期楚国的司马，楚穆王之子，楚庄王的兄弟。
前598年，他跟随楚庄王攻打陈国，俘获夏姬。楚庄王想纳夏姬为妾，被巫臣劝阻。子反也想娶夏姬，巫臣说：“是不祥人也！是夭子蛮，杀御叔，弑灵侯，戮夏南，出孔、仪，丧陈国，何不祥如是？人生实难，其有不获死乎？天下多美妇人，何必是？”楚庄王把夏姬给了连尹襄老。
前597年，子反率领右军参加邲之战，大败晋国。前594年，楚庄王围攻宋国。宋国不堪围城之苦，右师华元为保全脸面，趁夜入子反之营。使子反答应后撤三十里，宋国再与楚国讲和。之后，子反告知楚庄王，楚庄王答应，盟誓称：“我无尔诈，尔无我虞。”
前589年，巫臣携夏姬逃到晋国，子反建议楚共王给晋国送礼，让晋不重用巫臣，楚共王没有答应。
子反与令尹子重杀死了巫臣的族人和清尹弗忌、连尹襄老的儿子黑要。子反得到了清尹弗忌、黑要的家产。
前587年，晋攻郑，子反率军救郑。郑国、许国对子反告对方的状。子反让他们向楚王诉苦，自己是判断不出两国的对错。前584年，巫臣为报灭门之仇，建议晋国联合吴国。使子反、子重一年七次疲于奔命。
前579年，宋国华元促成了晋、楚两国的结盟。晋郤至到楚国访问，楚国用金钟之乐接待。郤至不敢入内，子反问他缘故，他说如果上天降福，两国国君相见，那会用什么礼节。子反却说，两国国君见面，只会（在战场上）用一枝箭招待，怎么会演奏音乐。郤至回去把子反的话告诉文子。文子说：“用一枝箭招待，特别无礼，无礼必食言，楚国必将背此盟约而与晋国相战。”
前576年，楚国要北伐，子囊认为刚刚与晋国缓和，不该大举征讨，子反不听。前575年，晋楚鄢陵之战爆发，楚共王被魏锜射瞎一只眼。子反想整顿再战，晋军放楚国俘虏回来，瓦解了军心。楚共王想撤退，与子反商量，子反喝了谷阳给他的酒，沉醉不起。于是，楚共王撤军。到了瑕地，楚共王派人对子反说，这是国君的过错。子反懊悔不已，子重暗示子反自杀谢罪，子反自杀。楚共王听说后，派人劝阻，没来得及。